# Donatella Damiani
Pour les articles homonymes, voir Damiani.
Donatella Damiani est une actrice italienne née Donatella Casula à Naples le 3 juin 1958.
Dotée d'une poitrine généreuse, elle apparaît pour la première fois au cinéma en 1976 dans un film italien de nazisploitation intitulé Liebes Lager, dans lequel elle tourne une scène de nudité gratuite.
Donatella Damiani est surtout connue en Italie pour son rôle de soubrette dans La Cité des femmes, un film de Federico Fellini (qui aimait les actrices à gros seins) sorti en 1980.
Elle posera nue pour plusieurs magazines de charme, parmi lesquels Playboy (USA) en 1980, Oui (l'édition américaine de Lui) en 1981, et Playmen en 1985.

## Filmographie
- 1976 : Liebes Lager de Lorenzo Gicca Palli
- 1979 : La liceale seduce i professori de Mariano Laurenti
- 1980 : Non ti conosco più amore de Sergio Corbucci
- 1980 : La Cité des femmes de Federico Fellini
- 1981 : Fleur du vice (Miele di donna) de Gianfranco Angelucci
- 1981 : I carabbinieri de Francesco Massaro
- 1982 : Vigili e vigilesse de Franco Prosperi
- 1982 : Grog de Francesco Laudadio
- 1984 : Hanna D. - La ragazza del Vondel Park d'Axel Berger (Rino Di Silvestro)
- 1985 : Il peccato di Lola de Bruno Gaburro
- 1995 : Bambola di carne d'Andrea Bianchi